# 钟扬
钟扬（1964年5月—2017年9月25日），男，湖南新宁人，中国植物学家，复旦大学研究生院院长。曾经援藏16年，也将红树林引入上海市。

## 生平
1964年出生湖南新宁，1979年考入中国科学技术大学少年班，1984年毕业于中国科学技术大学无线电电子学系，毕业后同年进入中国科学院武汉植物所工作，从研究实习员、一直升迁直到1997年担任该所副所长。2000年来到上海担任复旦大学生命科学学院的教授。2005年拿到日本综合研究大学院大学生物系统科学博士学位。此外还兼任北京大学理论生物学中心教授、西藏大学教授等职务。十几年间走遍青藏高原高海拔地区，专门收集为了应对全球气候变化而对人类有用的植物种子。
2017年9月25日在前往位于内蒙古鄂尔多斯的城川民族干部学院做一场讲座途中，在其下辖的鄂托克前旗境内遭遇车祸逝世，终年53岁。

## 学术贡献

### 翻译书籍
1. 菲利普·R·赖利 著，钟扬、李作峰、赵佳媛、赵晓敏等译，2005。《林肯的DNA：以及遗传学上的其他冒险》。上海科技教育出版社
2. 约翰·M·巴里 著，钟扬、赵佳媛、刘念等译，金力等校，2008。《大流感：最致命瘟疫的史诗》。上海科技教育出版社。[3]
3. 伊什特万·豪尔吉陶伊（匈牙利语：Hargittai István）  著，钟扬、赵佳媛、杨桢等译，2009。《DNA博士：与沃森的坦诚对话》。上海科技教育出版社。

## 荣誉
2005年被中国教育部评为新世纪优秀人才。2009年，被教育部批准为长江学者奖励计划西藏大学特聘教授。
钟扬逝世后，他先后被教育部和中共上海市委追授“全国优秀教师”和“上海市优秀共产党员”荣誉称号。2018年3月29日，中共中央宣传部向全社会发布钟扬的事迹，追授他“时代楷模”称号。同年6月28日，中共中央决定，追授钟扬“全国优秀共产党员”称号。2019年2月，当选为2018年感动中国年度人物  。